# Comté de Cavan
Pour les articles homonymes, voir Cavan.
Le comté de Cavan est un comté d'Irlande, situé dans la partie républicaine de la province d'Ulster. C'est un des trois comtés de l'Ulster qui ne fait pas partie des six comtés d'Irlande du Nord. Il est entouré des comtés de Fermanagh (en Irlande du Nord), de Monaghan, de Leitrim, de Longford et de Meath (en République irlandaise).
Sa superficie est de 1 931 km2 pour 76 176 habitants en 2016.

## Comtés limitrophes
| Fermanagh Leitrim | Fermanagh       | Monaghan       |
| Leitrim           | comté de Cavan  | Monaghan Meath |
| Longford          | Westmeath Meath | Meath          |

## Les villes du comté de Cavan

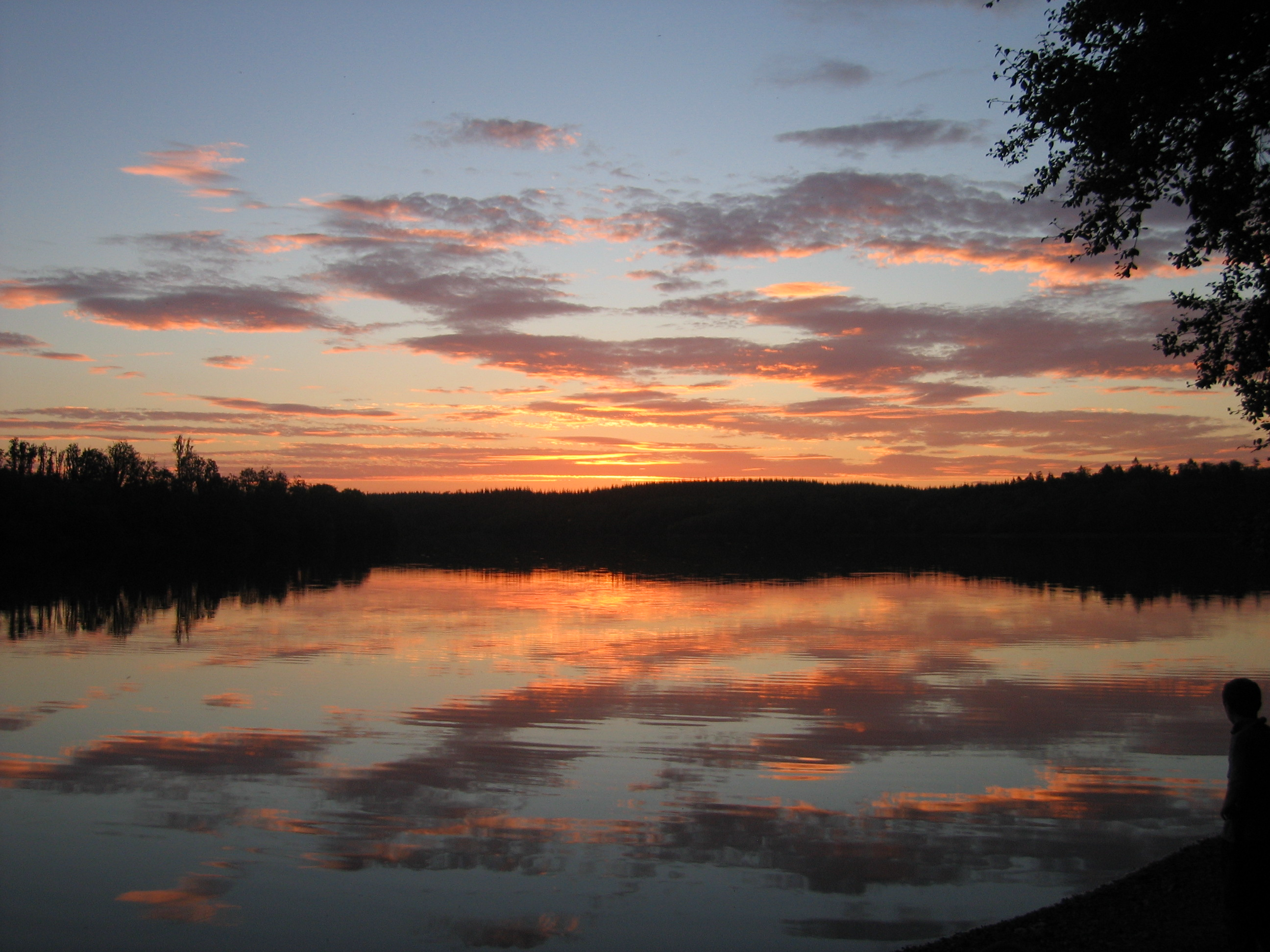
Lac Oughter, comté de Cavan.

La ville principale du comté est Cavan.
Les autres villes importantes du comté sont : 
- Arvagh
- Bailieborough,
- Ballinagh,
- Ballyconnell,
- Ballyhaise
- Ballyjamesduff
- Bawnboy,
- Belturbet
- Blacklion
- Butlersbridge
- Cootehill
- Dowra, Glangevlin
- Kingscourt
- Killeshandra
- Mullagh
- Rivory
- Stradone, Shercock
- Virginia